# グムンデン市電
グムンデン市電（グムンデンしでん、ドイツ語: Straßenbahn Gmunden）は、オーストリア・オーバーエスターライヒ州グムンデンを走る路面電車路線である。オーストリア連邦鉄道 (ÖBB) のグムンデン駅とグムンデン市内を結ぶ。路線番号は161だが、2018年以前は174であった。
かつて、グムンデン市内の市庁舎広場（ラートハウスプラッツ）にÖBBランバッハ - グムンデン地方線の前身となったブドヴァイス-リンツ-グムンデン馬車鉄道の終点があり、ラートハウスプラッツ駅とグムンデン - フォルヒドルフ線のエンゲルホーフ・ロカールバーン駅の間のルートは馬車鉄道のルートと類似している。

## 運行形態
- グムンデン駅前 - グムンデン・ゼー駅 - フォルヒドルフ＝エッゲンベルク
全て各駅停車。平日毎時4本、休日毎時3本の運行。一部はグムンデン駅でザルツカンマーグート線オーバートラウン方面・アットナング方面双方の列車と接続する。グムンデン・ゼー駅以東についてはグムンデン - フォルヒドルフ線を参照。

### 過去の運行状況
2018年以前は、グムンデン駅前 - フランツ・ヨーゼフ・プラッツの運行であった。1時間に2本運行されていた。
2018年9月にクロースタープラッツ駅まで延伸され、グムンデン - フォルヒドルフ線との直通運転を開始。大幅増発され、現在の本数となった。

## 車両
出入口は、グムンデン・ゼー駅に向かって左側だけにある。

## 線路
- 単線：グムンデン駅前駅 - フランツ＝ヨーゼフ＝プラッツ駅
- 複線：フランツ＝ヨーゼフ＝プラッツ駅 - グムンデン・ゼー駅

## 駅一覧
以下では、グムンデン市電の駅と営業キロ、停車列車、接続路線などを一覧表で示す。
| 路線名 | 駅名                               | 駅間営業キロ | 累計営業キロ | 接続路線                      | 所在地                   | 所在地       |
| ------ | ---------------------------------- | ------------ | ------------ | ----------------------------- | ------------------------ | ------------ |
| 161    | グムンデン駅前駅                   | -            | 0.0          | ザルツカンマーグート線        | オーバーエスターライヒ州 | グムンデン郡 |
| 161    | ケラミーク駅                       | 0.60         | 0.60         |                               | オーバーエスターライヒ州 | グムンデン郡 |
| 161    | ローゼンクランツ駅                 | 0.40         | 1.00         |                               | オーバーエスターライヒ州 | グムンデン郡 |
| 161    | テニスプラッツ駅                   | 0.36         | 1.36         |                               | オーバーエスターライヒ州 | グムンデン郡 |
| 161    | クーファーツァイレ駅               | 0.24         | 1.60         |                               | オーバーエスターライヒ州 | グムンデン郡 |
| 161    | ベツィルクスハウプトマンシャフト駅 | 0.45         | 2.05         |                               | オーバーエスターライヒ州 | グムンデン郡 |
| 161    | フランツ＝ヨーゼフ＝プラッツ駅     | 0.27         | 2.32         |                               | オーバーエスターライヒ州 | グムンデン郡 |
| 161    | ラートハウスプラッツ駅             | 0.22         | 2.54         |                               | オーバーエスターライヒ州 | グムンデン郡 |
| 161    | クロースタープラッツ駅             | 0.35         | 2.89         |                               | オーバーエスターライヒ州 | グムンデン郡 |
| 161    | グムンデン・ゼー駅                 | 0.15         | 3.04         | グムンデン - フォルヒドルフ線 | オーバーエスターライヒ州 | グムンデン郡 |